# 大央
株式会社大央(だいおう)は福岡市中央区に本社を置く不動産会社。
創業1969年以来、福岡の中心部を営業拠点とし、賃貸住宅仲介、店舗・オフィス仲介、売買仲介、不動産管理・リノベーション、不動産コンサルティング、コインパーキング事業などの総合不動産企業である。

## 概要
- 所在：福岡県福岡市中央区大名2丁目6番1号
- 設立：1972年11月3日
- 資本金：6,000万円
- 代表取締役社長：松岡恭子

## 沿革
- 1969年10月 福岡市中央区警固にて 大央不動産 創業
- 1972年11月 株式会社 大央 設立
- 1974年9月 福岡市中央区大名の福岡国際ビル2Fに移転
- 1986年05月	天神西通り発展会が発足、会員として活動開始
- 2001年9月 (株)ディー・エム・シー設立
- 2006年12月 同ビル地下に多目的ホール「大央ホール」開設
- 2009年5月 創業40周年記念式典を西鉄グランドホテルにて開催
- 2010年3月 大濠公園に社員用福利厚生施設「大央ガーデン」竣工
- 2013年12月 社内組織再編によりPM事業本部を設置
- 2016年6月 同ビル１Fが総合インフォメーション店舗としてリニューアル
- 2016年11月 代表取締役社長交代

　　　　　　　　 松岡恭子 取締役副社長　代表取締役社長に就任

　　　　　　　　 松岡泰輔 専務取締役　      取締役副社長に就任
- 2018年10月 創業50周年記念式典を西鉄グランドホテルにて開催
- 2019年04月	九州大学都市デザイン研究室と協同調査研究開始
- 2019年10月 創業50周年記念講演会をレソラNTT夢天神ホールにて開催
- 2021年11月 松岡泰輔副社長　代表取締役副社長に就任
- 2022年10月 社内組織再編により総合ソリューション部を新設
- 2022年10月 ＩＴ活用による「大央ビル経営支援サービス」本格稼働

出典
1. 1 2  株式会社大央 第52期決算公告

## テレビCM
- 2013年12月 大央CM by Groovisions CM放送
- 2015年1月 マンションセンター「名刺交換篇」「夕焼け篇」「病院篇」CM放送